# Список наград и номинаций фильма «Мстители: Финал»
«Мсти́тели: Фина́л» (англ. Avengers: Endgame) — американский полнометражный художественный супергеройский фильм 2019 года, основанный на одноимённой команде супергероев издания Marvel Comics. Фильм был снят компанией Marvel Studios и распространяется компанией Walt Disney Studios Motion Pictures. Является 22-м фильмом медиафраншизы «Кинематографическая вселенная Marvel» (КВМ), продолжением фильма «Мстители: Война бесконечности» (2018) и четвёртым фильмом о команде «Мстители». Режиссёрами фильма выступили братья Руссо, сценаристами — Кристофер Маркус и Стивен Макфили. В фильме приняли участие актёры Роберт Дауни-младший, Крис Эванс, Марк Руффало, Крис Хемсворт, Скарлетт Йоханссон, Брэдли Купер, Карен Гиллан, Джереми Реннер, Джош Бролин, Том Хиддлстон и другие. По сюжету после щелчка титана Таноса, уничтожившего половину живых существ во Вселенной, выжившие Мстители пытаются вернуть всех обратно с помощью путешествия во времени.
Премьера фильма «Мстители: Финал» состоялась 22 апреля 2019 года на конференц-центре в Лос-Анджелесе, 26 апреля он вышел в прокат в США, а 29 апреля в России. Бюджет фильма составил 356—400 млн долларов США, при этом фильм собрал более $ 2,799 млрд, став самым кассовым фильмом 2019 года. На сайте-агрегаторе рецензий Rotten Tomatoes фильм получил рейтинг одобрения 94 % на основе 556 отзывов со средней оценкой 8,2/10. На сайте Metacritic средневзвешенная оценка фильма составляет 69 баллов из 100 на основе 43 рецензий, что соответствует статусу «преимущественно положительные отзывы». Зрители, опрошенные сайтом CinemaScore, поставили фильму среднюю оценку «A+» по шкале от «A+» до «F».
Фильм, его создатели и актёры получили множество наград и номинаций. На 92-й церемонии вручения премии «Оскар» фильм был номинирован на категорию «Лучшие визуальные эффекты», однако не смог одержать победу. На 47-й церемонии вручения премии «Энни», фильм получил награду в категории «Выдающиеся достижения в области анимации персонажей в живом исполнении». Фильм также получил такие премии, как «Сатурн», «Выбор критиков», «Дракон» и многие другие.

## Награды и номинации
| Награда                                                   | Дата церемонии вручения | Категория | Получатель(-и) | Результат    | Прим.         |
| --------------------------------------------------------- | ----------------------- | --- | --- | ------------ | ------------- |
| «Золотой трейлер»                                         | 29 мая 2019             | «Лучшее приключенческое фэнтези»                                                                               | «Reflections» (MOCEAN) | Победа       | [ 24 ] [ 25 ] |
| «Золотой трейлер»                                         | 29 мая 2019             | «Лучшая оригинальная музыка»                                                                                   | «Capstone» (MOCEAN) | Номинация    | [ 24 ] [ 25 ] |
| «Золотой трейлер»                                         | 29 мая 2019             | «Лучший телевизионный ролик (для художественного фильма)»                                                      | «Super Bowl Spot» (The Hive) | Номинация    | [ 24 ] [ 25 ] |
| «Золотой трейлер»                                         | 29 мая 2019             | «Лучший фэнтезийный приключенческий ТВ-ролик (для художественного фильма)»                                     | «Overpower» (MOCEAN) | Победа       | [ 24 ] [ 25 ] |
| «Золотой трейлер»                                         | 29 мая 2019             | «Лучший приключенческий постер в жанре фэнтези»                                                                | «Payoff One-Sheet» (LA/Lindeman Associates) | Номинация    | [ 24 ] [ 25 ] |
| «Золотой трейлер»                                         | 29 мая 2019             | «Лучший международный постер»                                                                                  | «Payoff One-Sheet» (LA/Lindeman Associates) | Номинация    | [ 24 ] [ 25 ] |
| «Золотой трейлер»                                         | 22 июля 2021            | «Лучшее домашнее развлечение»                                                                                  | «Announce Trailer» (Tiny Hero) | Номинация    | [ 26 ]        |
| «Золотой трейлер»                                         | 22 июля 2021            | «Лучшее домашнее развлечение»                                                                                  | «Target Wall» (Tiny Hero) | Номинация    | [ 26 ]        |
| «Золотой трейлер»                                         | 22 июля 2021            | «Лучшее домашнее приключение в жанре фэнтези»                                                                  | «Announce Trailer» (Tiny Hero) | Номинация    | [ 26 ]        |
| «Золотой трейлер»                                         | 22 июля 2021            | «Лучшее домашнее приключение в жанре фэнтези»                                                                  | «Target Wall» (Tiny Hero) | Номинация    | [ 26 ]        |
| MTV Movie & TV Awards                                     | 17 июня 2019            | «Фильм года»                                                                                                   | «Мстители: Финал» | Победа       | [ 27 ]        |
| MTV Movie & TV Awards                                     | 17 июня 2019            | «Лучший киногерой»                                                                                             | Роберт Дауни-младший | Победа       | [ 27 ]        |
| MTV Movie & TV Awards                                     | 17 июня 2019            | «Лучший кинозлодей»                                                                                            | Джош Бролин | Победа       | [ 27 ]        |
| MTV Movie & TV Awards                                     | 17 июня 2019            | «Лучший бой»                                                                                                   | Капитан Америка против Таноса | Номинация    | [ 27 ]        |
| BET Awards                                                | 23 июня 2019            | «Лучшая мужская роль»                                                                                          | Чедвик Боузман | Номинация    | [ 28 ]        |
| Teen Choice Awards                                        | 11 августа 2019         | «Выбор фильма — Экшн»                                                                                          | «Мстители: Финал» | Победа       | [ 29 ]        |
| Teen Choice Awards                                        | 11 августа 2019         | «Выбор актёра боевика»                                                                                         | Роберт Дауни-младший | Победа       | [ 29 ]        |
| Teen Choice Awards                                        | 11 августа 2019         | «Выбор актёра боевика»                                                                                         | Крис Эванс | Номинация    | [ 29 ]        |
| Teen Choice Awards                                        | 11 августа 2019         | «Выбор актёра боевика»                                                                                         | Крис Хемсворт | Номинация    | [ 29 ]        |
| Teen Choice Awards                                        | 11 августа 2019         | «Выбор актёра боевика»                                                                                         | Пол Радд | Номинация    | [ 29 ]        |
| Teen Choice Awards                                        | 11 августа 2019         | «Выбор актрисы боевика»                                                                                        | Скарлетт Йоханссон | Победа       | [ 29 ]        |
| Teen Choice Awards                                        | 11 августа 2019         | «Выбор актрисы боевика»                                                                                        | Бри Ларсон | Номинация    | [ 29 ]        |
| Teen Choice Awards                                        | 11 августа 2019         | «Выбор актрисы боевика»                                                                                        | Зои Салдана | Номинация    | [ 29 ]        |
| Teen Choice Awards                                        | 11 августа 2019         | «Выбор кинозлодея»                                                                                             | Джош Бролин | Победа       | [ 29 ]        |
| «Дракон»                                                  | 1 сентября 2019         | «Лучший научно-фантастический или фэнтезийный фильм»                                                           | «Мстители: Финал» | Победа       | [ 30 ]        |
| «Сатурн»                                                  | 13 сентября 2019        | «Лучший фильм — экранизация комикса»                                                                           | «Мстители: Финал» | Победа       | [ 31 ] [ 32 ] |
| «Сатурн»                                                  | 13 сентября 2019        | «Лучшие спецэффекты»                                                                                           | «Мстители: Финал» | Победа       | [ 31 ] [ 32 ] |
| «Сатурн»                                                  | 13 сентября 2019        | «Лучший киноактёр»                                                                                             | Роберт Дауни-младший | Победа       | [ 31 ] [ 32 ] |
| «Сатурн»                                                  | 13 сентября 2019        | «Лучший киноактёр»                                                                                             | Крис Эванс | Номинация    | [ 31 ] [ 32 ] |
| «Сатурн»                                                  | 13 сентября 2019        | «Лучший киноактёр второго плана»                                                                               | Джереми Реннер | Номинация    | [ 31 ] [ 32 ] |
| «Сатурн»                                                  | 13 сентября 2019        | «Лучшая киноактриса второго плана»                                                                             | Карен Гиллан | Номинация    | [ 31 ] [ 32 ] |
| «Сатурн»                                                  | 13 сентября 2019        | «Лучшая киноактриса второго плана»                                                                             | Скарлетт Йоханссон | Номинация    | [ 31 ] [ 32 ] |
| «Сатурн»                                                  | 13 сентября 2019        | «Лучшая режиссура»                                                                                             | Энтони и Джозеф Руссо | Номинация    | [ 31 ] [ 32 ] |
| «Сатурн»                                                  | 13 сентября 2019        | «Лучший сценарий»                                                                                              | Кристофер Маркус и Стивен Макфили | Номинация    | [ 31 ] [ 32 ] |
| «Сатурн»                                                  | 13 сентября 2019        | «Лучшая работа художника-постановщика»                                                                         | Чарльз Вуд | Победа       | [ 31 ] [ 32 ] |
| «Сатурн»                                                  | 13 сентября 2019        | «Лучший монтаж»                                                                                                | Джеффри Форд и Мэттью Шмидт | Победа       | [ 31 ] [ 32 ] |
| «Сатурн»                                                  | 13 сентября 2019        | «Лучшая музыка»                                                                                                | Алан Сильвестри | Номинация    | [ 31 ] [ 32 ] |
| «Сатурн»                                                  | 13 сентября 2019        | «Лучший дизайн костюмов»                                                                                       | Джудианна Маковски | Номинация    | [ 31 ] [ 32 ] |
| «Сатурн»                                                  | 13 сентября 2019        | «Лучший грим»                                                                                                  | Джон Блэйк и Брайан Сайп | Победа       | [ 31 ] [ 32 ] |
| «Харви»                                                   | 4 октября 2019          | «Лучшая адаптация из комиксов»                                                                                 | «Мстители: Финал» | Номинация    | [ 33 ] [ 34 ] |
| Премия «Мировой саундтрек»                                | 18 октября 2019         | «Кинокомпозитор года»                                                                                          | Алан Сильвестри | Номинация    | [ 35 ] [ 36 ] |
| Премия Голливудского кинофестиваля                        | 3 ноября 2019           | «Блокбастер Голливуда»                                                                                         | Кевин Файги и Виктория Алонсо | Победа       | [ 37 ]        |
| People’s Choice Awards                                    | 10 ноября 2019          | «Фильм 2019 года»                                                                                              | «Мстители: Финал» | Победа       | [ 38 ]        |
| People’s Choice Awards                                    | 10 ноября 2019          | «Боевик 2019 года»                                                                                             | «Мстители: Финал» | Победа       | [ 38 ]        |
| People’s Choice Awards                                    | 10 ноября 2019          | «Мужчина-кинозвезда 2019 года»                                                                                 | Роберт Дауни-младший | Победа       | [ 38 ]        |
| People’s Choice Awards                                    | 10 ноября 2019          | «Мужчина-кинозвезда 2019 года»                                                                                 | Крис Хемсворт | Номинация    | [ 38 ]        |
| People’s Choice Awards                                    | 10 ноября 2019          | «Женщина-кинозвезда 2019 года»                                                                                 | Скарлетт Йоханссон | Номинация    | [ 38 ]        |
| People’s Choice Awards                                    | 10 ноября 2019          | «Звезда боевиков 2019 года»                                                                                    | Роберт Дауни-младший | Номинация    | [ 38 ]        |
| People’s Choice Awards                                    | 10 ноября 2019          | «Звезда боевиков 2019 года»                                                                                    | Крис Эванс | Номинация    | [ 38 ]        |
| Hollywood Music in Media Awards                           | 20 ноября 2019          | «Лучшая оригинальная музыка в научно-фантастическом фильме»                                                    | Алан Сильвестри | Победа       | [ 39 ]        |
| Награды профессиональной ассоциации Голливуда             | 21 ноября 2019          | «Выдающиеся визуальные эффекты в художественном фильме»                                                        | Мэтт Эйткен, Сидни Комбо, Шон Ноэль Уокер, Дэвид Конли и Марвин Янг | Номинация    | [ 40 ] [ 41 ] |
| Премия Национальной киноакадемии                          | 3 декабря 2019          | «Лучший художественный фильм»                                                                                  | «Мстители: Финал» | Номинация    | [ 42 ] [ 43 ] |
| Премия Национальной киноакадемии                          | 3 декабря 2019          | «Лучшая мужская роль»                                                                                          | Роберт Дауни-младший | Номинация    | [ 42 ] [ 43 ] |
| Премия Национальной киноакадемии                          | 3 декабря 2019          | «Лучшая женская роль»                                                                                          | Скарлетт Йоханссон | Номинация    | [ 42 ] [ 43 ] |
| Премия Национальной киноакадемии                          | 3 декабря 2019          | «Лучшая роль в фильме»                                                                                         | Марк Руффало | Номинация    | [ 42 ] [ 43 ] |
| Премия Национальной киноакадемии                          | 3 декабря 2019          | «Лучшая роль в фильме»                                                                                         | Дон Чидл | Номинация    | [ 42 ] [ 43 ] |
| Премия Национальной киноакадемии                          | 3 декабря 2019          | «Лучший продюсер»                                                                                              | Кевин Файги | Номинация    | [ 42 ] [ 43 ] |
| Награды Ассоциации кинокритиков Вашингтона                | 8 декабря 2019          | «Лучшая работа оператора»                                                                                      | Джош Бролин | Победа       | [ 44 ]        |
| Награда Общества кинокритиков Сан-Диего                   | 9 декабря 2019          | «Лучшие визуальные эффекты»                                                                                    | «Мстители: Финал» | Номинация    | [ 45 ] [ 46 ] |
| Награда Ассоциации кинокритиков Чикаго                    | 14 декабря 2019         | «Лучшее использование визуальных эффектов»                                                                     | «Мстители: Финал» | Номинация    | [ 47 ]        |
| Награды Ассоциации кинокритиков Сент-Луиса                | 15 декабря 2019         | «Лучшие визуальные эффекты»                                                                                    | «Мстители: Финал» | Победа       | [ 48 ]        |
| Награды Ассоциации кинокритиков Сент-Луиса                | 15 декабря 2019         | «Лучший боевик»                                                                                                | «Мстители: Финал» | Второе место | [ 48 ]        |
| Награды Ассоциации кинокритиков Сент-Луиса                | 15 декабря 2019         | «Лучшая музыка»                                                                                                | Алан Сильвестри | Номинация    | [ 48 ]        |
| Награды Ассоциации кинокритиков Сент-Луиса                | 15 декабря 2019         | «Лучшая сцена»                                                                                                 | «Мстители… к бою!» | Номинация    | [ 48 ]        |
| Премия Общества кинокритиков Сиэтла                       | 16 декабря 2019         | «Лучшая хореография»                                                                                           | «Мстители: Финал» | Номинация    | [ 49 ]        |
| Премия Общества кинокритиков Сиэтла                       | 16 декабря 2019         | «Лучшие визуальные эффекты»                                                                                    | Дэн Делиув, Мэтт Эйткен, Рассел Эрл и Дэн Судик | Номинация    | [ 49 ]        |
| «Спутник»                                                 | 19 декабря 2019         | «Лучший звук»                                                                                                  | Шеннон Миллс, Дэниел Лори, Том Джонсон, Хуан Перальта и Джон Притчетт | Номинация    | [ 50 ]        |
| «Спутник»                                                 | 19 декабря 2019         | «Лучшие визуальные эффекты»                                                                                    | Дэн Делиув, Мэтт Эйткен, Рассел Эрл и Дэн Судик | Номинация    | [ 50 ]        |
| Награды кинокритиков Флориды                              | 23 декабря 2019         | «Лучшие визуальные эффекты»                                                                                    | «Мстители: Финал» | Второе место | [ 51 ]        |
| Награды Общества кинокритиков Хьюстона                    | 2 января 2020           | «Лучшие визуальные эффекты»                                                                                    | «Мстители: Финал» | Номинация    | [ 52 ] [ 53 ] |
| Награды Ассоциации кинокритиков Остина                    | 7 января 2020           | «Лучшая работа по захвату движения / спецэффектам»                                                             | Марк Руффало | Номинация    | [ 54 ] [ 55 ] |
| Награды Ассоциации кинокритиков Остина                    | 7 января 2020           | «Лучшая работа по захвату движения / спецэффектам»                                                             | Джош Бролин | Победа       | [ 54 ] [ 55 ] |
| Награды Ассоциации кинокритиков Остина                    | 7 января 2020           | «Лучшие трюки»                                                                                                 | «Мстители: Финал» | Номинация    | [ 54 ] [ 55 ] |
| Награды Общества композиторов и лириков                   | 7 января 2020           | «Выдающаяся оригинальная музыкальная композиция для студийного фильма»                                         | Алан Сильвестри | Номинация    | [ 56 ]        |
| Награды Голливудского творческого альянса                 | 9 января 2020           | «Лучший актёрский состав»                                                                                      | «Мстители: Финал» | Номинация    | [ 57 ] [ 58 ] |
| Награды Голливудского творческого альянса                 | 9 января 2020           | «Лучший боевик / военный фильм»                                                                                | «Мстители: Финал» | Номинация    | [ 57 ] [ 58 ] |
| Награды Голливудского творческого альянса                 | 9 января 2020           | «Лучший блокбастер»                                                                                            | «Мстители: Финал» | Победа       | [ 57 ] [ 58 ] |
| Награды Голливудского творческого альянса                 | 9 января 2020           | «Лучшая каскадёрская работа»                                                                                   | «Мстители: Финал» | Номинация    | [ 57 ] [ 58 ] |
| Награды Голливудского творческого альянса                 | 9 января 2020           | «Лучшие визуальные эффекты»                                                                                    | Дэн Делиув, Мэтт Эйткен, Рассел Эрл и Дэн Судик | Победа       | [ 57 ] [ 58 ] |
| Награды Голливудского творческого альянса                 | 9 января 2020           | «Лучшая анимационная или VFX работа»                                                                           | Джош Бролин | Номинация    | [ 57 ] [ 58 ] |
| Награды Гильдии гримёров и парикмахеров                   | 11 января 2020          | «Лучший современный грим в полнометражном фильме»                                                              | Джон Блэйк и Франциско Перес | Номинация    | [ 59 ] [ 60 ] |
| «Выбор критиков»                                          | 12 января 2020          | «Лучшие визуальные эффекты»                                                                                    | «Мстители: Финал» | Победа       | [ 61 ]        |
| «Выбор критиков»                                          | 12 января 2020          | «Лучший экшн-фильм»                                                                                            | «Мстители: Финал» | Победа       | [ 61 ]        |
| «Выбор критиков»                                          | 12 января 2020          | «Лучший научно-фантастический / хоррор фильм»                                                                  | «Мстители: Финал» | Номинация    | [ 61 ]        |
| Golden Reel Awards                                        | 19 января 2020          | «Выдающиеся достижения в звуковом монтаже — диалог и ADR для художественного фильма»                           | Дэниел Лори, Шеннон Миллс, Якоб Риле и Брэд Семенофф | Номинация    | [ 62 ]        |
| Golden Reel Awards                                        | 19 января 2020          | «Выдающиеся достижения в области редактирования звука — звуковые эффекты и фоулинг для художественного фильма» | Дэниел Лори, Шеннон Миллс, Ниа Хансен, Дэвид Фармер, Джон Голд, Самсон Неслунд, Стив Орландо, Джон Рош, Шелли Роден, Дэн О’Коннелл, Джон Куччи, Кристофер Флик и Джим Ликовски | Номинация    | [ 62 ]        |
| Премия Гильдии киноактёров США                            | 19 января 2020          | «Лучший каскадёрский ансамбль в игровом кино»                                                                  | «Мстители: Финал» | Победа       | [ 63 ]        |
| Премия «Люмьер»                                           | 22 января 2020          | «Лучший полнометражный фильм — живое исполнение»                                                               | «Мстители: Финал» | Победа       | [ 64 ]        |
| Награды Киногида                                          | 24 января 2020          | «Лучший фильм для взрослой аудитории»                                                                          | «Мстители: Финал» | Номинация    | [ 65 ]        |
| «Энни»                                                    | 25 января 2020          | «Выдающиеся достижения в области анимации персонажей в живом исполнении»                                       | Сидни Комбо-Кинтомбо | Победа       | [ 66 ]        |
| «Грэмми»                                                  | 26 января 2020          | «Лучший саундтрек для визуальных медиа»                                                                        | Алан Сильвестри | Номинация    | [ 67 ]        |
| Награда Гильдии художников по костюмам                    | 28 января 2020          | «Лучший дизайн костюмов в фэнтези-фильме»                                                                      | Джудианна Маковски | Номинация    | [ 68 ]        |
| Премия Общества специалистов по визуальным эффектам       | 29 января 2020          | «Выдающиеся визуальные эффекты в фотореалистичном фильме»                                                      | Дэн Делиув, Джен Андердал, Рассел Эрл, Мэтт Эйткен и Дэн Судик | Номинация    | [ 69 ]        |
| Премия Общества специалистов по визуальным эффектам       | 29 января 2020          | «Выдающийся анимационный персонаж в фотореалистичном фильме»                                                   | Кевин Мартел, Эбрахим Джахроми, Свен Йенсен и Роберт Оллман | Номинация    | [ 69 ]        |
| Премия Общества специалистов по визуальным эффектам       | 29 января 2020          | «Выдающийся композитинг и освещение в полнометражном фильме»                                                   | Тим Уокер, Блейк Уиндер, Тобиас Визнер и Йорг Брюммер | Номинация    | [ 69 ]        |
| Награда «Artios»                                          | 30 января 2020          | «Премия „Zeitgeist“»                                                                                           | Сара Халли Финн, Чейз Пэрис, Тара Фельдштейн Беннетт и Джейсон Б. Стейми | Номинация    | [ 70 ]        |
| Премия Гильдии художников-постановщиков США               | 1 февраля 2020          | «Лучшая работа художника-постановщика в фэнтези-фильме»                                                        | Чарльз Вуд | Победа       | [ 71 ]        |
| BAFTA                                                     | 2 февраля 2020          | «Лучшие визуальные эффекты»                                                                                    | Дэн Делиув и Дэн Судик | Номинация    | [ 72 ]        |
| Премия ICG для публицистов                                | 7 февраля 2020          | «Премия Максвелла Вайнберга за мастерство в кино»                                                              | «Мстители: Финал» | Номинация    | [ 73 ]        |
| «Оскар»                                                   | 9 февраля 2020          | «Лучшие визуальные эффекты»                                                                                    | Дэн Делиув, Мэтт Эйткен, Рассел Эрл и Дэн Судик | Номинация    | [ 74 ]        |
| Награды Международной ассоциации музыкальных кинокритиков | 20 февраля 2020         | «Лучший оригинальный саундтрек к фэнтези / научной фантастике / фильму ужасов»                                 | Алан Сильвестри | Номинация    | [ 75 ] [ 76 ] |
| Награды Международной ассоциации музыкальных кинокритиков | 20 февраля 2020         | «Лучшая музыкальная композицию года в кино»                                                                    | Алан Сильвестри (за «Portals») | Номинация    | [ 75 ] [ 76 ] |
| Kids’ Choice Awards                                       | 2 мая 2020              | «Любимый фильм»                                                                                                | «Мстители: Финал» | Победа       | [ 77 ]        |
| Kids’ Choice Awards                                       | 2 мая 2020              | «Любимый киноактёр»                                                                                            | Крис Эванс | Номинация    | [ 77 ]        |
| Kids’ Choice Awards                                       | 2 мая 2020              | «Любимый киноактёр»                                                                                            | Крис Хемсворт | Номинация    | [ 77 ]        |
| Kids’ Choice Awards                                       | 2 мая 2020              | «Любимая киноактриса»                                                                                          | Скарлетт Йоханссон | Номинация    | [ 77 ]        |
| Kids’ Choice Awards                                       | 2 мая 2020              | «Любимая киноактриса»                                                                                          | Бри Ларсон | Номинация    | [ 77 ]        |
| Kids’ Choice Awards                                       | 2 мая 2020              | «Любимый супергерой»                                                                                           | Роберт Дауни-младший | Номинация    | [ 77 ]        |
| Kids’ Choice Awards                                       | 2 мая 2020              | «Любимый супергерой»                                                                                           | Крис Эванс | Номинация    | [ 77 ]        |
| Kids’ Choice Awards                                       | 2 мая 2020              | «Любимый супергерой»                                                                                           | Крис Хемсворт | Номинация    | [ 77 ]        |
| Kids’ Choice Awards                                       | 2 мая 2020              | «Любимый супергерой»                                                                                           | Том Холланд | Победа       | [ 77 ]        |
| Kids’ Choice Awards                                       | 2 мая 2020              | «Любимый супергерой»                                                                                           | Скарлетт Йоханссон | Номинация    | [ 77 ]        |
| Kids’ Choice Awards                                       | 2 мая 2020              | «Любимый супергерой»                                                                                           | Бри Ларсон | Номинация    | [ 77 ]        |
| «Небьюла»                                                 | 31 мая 2020             | Премия Рэя Брэдбери                                                                                            | Кристофер Маркус и Стивен Макфили | Номинация    | [ 78 ]        |
| «Хьюго»                                                   | 1 августа 2020          | «Лучшая постановка»                                                                                            | Кристофер Маркус, Стивен Макфили, Энтони и Джозеф Руссо | Номинация    | [ 79 ]        |

## Комментарии
1. ↑  Даты вручения наград и проставления номинаций указаны в хронологическом порядке.
2. ↑  Также за фильм «Удивительный мир Марвена» (2018)
3. 1 2  Также за фильм «Капитан Марвел» (2019)
4. ↑  Также за фильм «Человек-паук: Вдали от дома» (2019)